# Eclecticisme
|  | «Eclèctic» redirigeix aquí. Vegeu-ne altres significats a «Arquitectura eclèctica». |

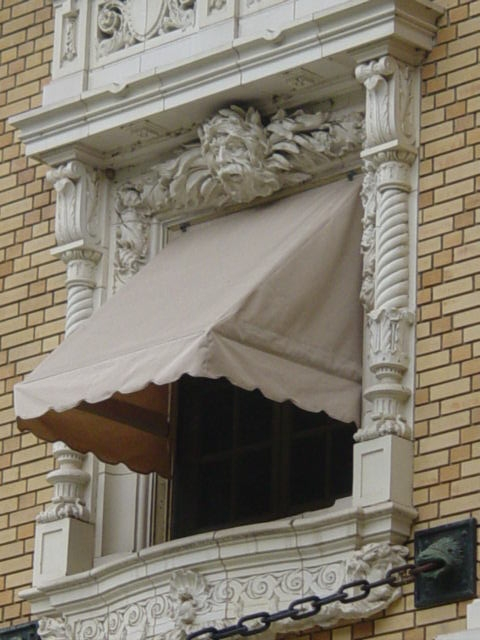
Eclecticisme en arquitectura

Eclecticisme (del grec eklegein, 'escollir') és, en filosofia, l'escola de pensament que es caracteritza per escollir (sense principis determinats) concepcions filosòfiques, punts de vista, idees i valoracions entre altres escoles, combinant-les i barrejant-les de forma sovint contraposada, encara que no arribi a formar-se un tot orgànic. L'eclecticisme es va desenvolupar a Grècia a partir del segle ii aC com una manera de sintetitzar les grans troballes intel·lectuals de la filosofia clàssica anterior dels presocràtics, Plató i Aristòtil. Per exemple, Antíoc d'Ascaló va compaginar l'estoïcisme i l'escepticisme, i Paneci de Rodes va basar el seu pensament en el platonisme i l'estoïcisme. Els pensadors romans, que mai van desenvolupar un sistema filosòfic propi, es van inclinar per aquest tipus de pensament: Ciceró, per exemple, va assimilar teories de l'estoïcisme, de l'escepticisme i dels peripatètics, sense considerar la seva desunió essencial. La tendència eclèctica substituirà el criteri de veritat objectiva pel de verossimilitud i posarà l'accent en les qüestions morals, on cal trobar un consens universal.
Entre els cristians, Climent d'Alexandria i Orígenes van combinar la metafísica grega i les idees judeocristianes de les Santes Escriptures. Ja a la fi de l'edat mitjana, el mestre de la devotio moderna Eckhart va formular un sistema de filosofia cristiana basat en Aristòtil, els seus comentaristes àrabs medievals, el neoplatonisme i la càbala o mística hebrea.
A l'estat espanyol, l'eclecticisme es va desenvolupar durant la Il·lustració del segle xviii com l'única escola alternativa a l'escolàstica dominant sense suscitar els recels de la Inquisició i en aquest sentit destaquen pensadors com Benito Jerónimo Feijoo o el metge i lògic valencià Andrés Piquer.
Durant el segle xix tornà a sorgir l'eclecticisme a França amb l'obra del filòsof Victor Cousin, que va provar d'unir l'idealisme d'Immanuel Kant, la filosofia del sentit comú i les doctrines inductives de René Descartes.